# Cornumutila
Cornumutila är ett släkte av skalbaggar. Cornumutila ingår i familjen långhorningar.
Kladogram enligt Catalogue of Life:
| Cornumutila | \| \| Cornumutila quadrivittata \| \| \| \| \| \| Cornumutila semenovi \| \| \| \| |
|             | \| \| Cornumutila quadrivittata \| \| \| \| \| \| Cornumutila semenovi \| \| \| \| |
|             | Cornumutila quadrivittata                                                          |
|             |                                                                                    |
|             | Cornumutila semenovi                                                               |
|             |                                                                                    |